# Dalamba
Dalamba est une commune rurale située dans le département de Sidéradougou de la province de la Comoé dans la région des Cascades au Burkina Faso.

## Santé et éducation
Le village possède deux écoles primaires publiques, l'une à Dalamba I et l'autre à Dalamba II.